# Fènix 11·23
Pour plus de détails, voir Fiche technique et Distribution.
Fènix 11·23 est un film dramatique espagnol réalisé par Joel Joan et Sergi Lara, sorti en 2012.
Le film est basé sur une histoire vraie.

## Synopsis
À l'automne 2004, Èric Bertran, un garçon de 14 ans, crée un site Web inspiré de Harry Potter et l'Ordre du phénix afin de défendre la langue catalane. Un soir, plusieurs gardes civils de la brigade antiterroriste de Madrid font irruption chez lui et l'arrêtent pour cyberterrorisme. Les accusations sont basées sur l'envoi d'un courrier électronique qui demande à une chaîne de supermarchés d'étiqueter ses produits en catalan.

## Fiche technique
- Titre : Fènix 11·23
- Réalisation : Joel Joan, Sergi Lara
- Scénario : Hèctor Hernández Vicens, Albert Plans
- Costumes : Elena Ballester
- Photographie : Bet Rourich
- Montage : Guillermo de la Cal
- Production : Xavier Atance, Eva Joan, Joel Joan, Elisa Plaza
- Sociétés de production : Arriska Films, Benecé Produccions, Institut Català de les Empreses Culturals
- Pays d'origine :  Espagne
- Langue : catalan, espagnol
- Genre : drame
- Durée : 90 minutes
- Date de sortie : 2012

## Distribution
- Nil Cardoner : Èric
- Rosa Gàmiz : Rosa Mari
- Àlex Casanovas : Ferran
- Lluís Villanueva : Emilio
- Roberto Álamo : Cardeñosa
- Mireia Vilapuig : Mireia

## Récompenses et distinctions

### Nominations
- 2013
  - 5e Gala des Prix Gaudí : Meilleur film en catalan
  - 5e Gala des Prix Gaudí : Meilleur acteur (Nil Cardoner)
  - 5e Gala des Prix Gaudí : Meilleur acteur (Àlex Casanovas)
  - 5e Gala des Prix Gaudí : Meilleurs réalisateurs (Sergi Lara et Joel Joan)
  - 5e Gala des Prix Gaudí : Meilleur acteur de soutien (Lluís Villanueva)
  - 5e Gala des Prix Gaudí : Meilleure actrice de soutien (Ana Wagener)
  - 5e Gala des Prix Gaudí : Meilleure directrice de production (Anna Vilella)